# 香港善導會
香港善導會（英語：The Society of Rehabilitation and Crime Prevention, Hong Kong）前身為釋囚協助會，創立於1957年，是香港首個獲政府認可、服務更生人士的註冊慈善團體，每年的主要經費由香港政府資助。善導會的服務對象為涉嫌觸犯法紀、曾違法及刑滿釋放的香港居民。服務種類包括個人和家庭輔導、宿舍、法院社工、職業培訓、就業安置、精神健康服務、社區教育和義工活動等。
香港善導會是香港社會服務聯會、國際釋囚協助會及香港公益金的會員。

## 歷史
1950年代的香港社會甚少接納釋囚重新融入社區，當時仍有政策將釋囚遞解出境，所以一般曾違法或逃回香港的釋囚都會投靠教會尋求幫助。其中，區炳南牧師及龍幹牧師便是當時少有積極協助釋囚的教牧人員。在1955年，聖公會聖匠堂找來了百多名釋囚參與紅磡的一項建築工程，開始了最早期的釋囚康復工作。工程完成後，這群釋囚頓失生計，區牧師最初安排他們住在簡陋的帳篷，及後在堂內的青年工友之家暫住，一邊為他們安排工作，透過教會生活協助他們重回正軌。經過兩年的努力，成立了釋囚協助會，由區牧師和一班兼職志願工作者管理。及後，釋囚協助會在1982年改名為善導會，2001年改名為香港善導會。

## 服務分類
善導會SideBySide 提供四大範疇的服務，為達到預防犯罪、策勵更生、精神復元、職業培訓及社會企業等功能。

## 社會企業
- 明朗服務有限公司︰善導會轄下的社企，成立於1997年，為更生人士和弱勢社群提供工作訓練及就業機會，讓他們可達到自力更生。服務包括: 搬屋、搬寫字樓、物流、辦公室滅蟲、打地臘、承辦展覽項目和自設食品生產工廠制作食品等。
- 甦爐︰「甦爐」[1]麵包咖啡店位於柴灣興民商場， 自2017年開業至今。由善導會轄下的社會企業明朗服務有限公司聯同香港懲教署和順聯控股 (香港) 有限公司合辦，主要聘請曾於懲教署青少年人院所接受餐飲訓練的學員工作。
- 天愛坊︰善導會轄下的室內水耕種植場，位於天水圍。於2017年營運，提供就業及培訓機會予精神復元人士以水耕種草莓、蔬菜和培植花生芽。設導賞和工作坊予市民認識水耕。

## 服務單位

##### 社會康復及支援綜合服務中心
- 港康滙(灣仔)
- 竹康滙(竹園)
- 慈康滙(竹園)
- 深康滙(石硤尾)
- 油康滙(油麻地)
- 埔康滙(大埔)
- 建康滙(屯門)

##### 宿舍服務
- 香港女宿舍(灣仔)
- 納祺宿舍(筲箕灣)
- 自強宿舍(黃大仙)
- 扶輪(樂富)宿舍
- 育德宿舍(屯門)
- 偉志(屯門)宿舍
- 新生宿舍(葵涌)

##### 香港賽馬會社區資助計劃 – 綠洲計劃
- 自力綠洲宿舍(深水埗)
- 白普理綠洲宿舍(旺角)

##### 精神健康綜合社區中心
- 龍澄坊(紅磡)
- 朗澄坊(天水圍)

##### 中途宿舍服務
- 秦石中途宿舍(沙田)
- 朗日居(天水圍)

##### 特建中途宿舍服務
- 筲箕灣宿舍
- 陳震夏怡翠軒(屯門)

##### 職業服務
- 職業發展服務(太子)
- 職業復康中心(竹園)
- 僱員再培訓局「人才發展計劃」(長沙灣)

##### 社區教育服務
- 青衛谷預防犯罪教育中心

其他服務
- 法院社工服務(葵涌)
- 健康教育服務(油麻地)

## 其他

### 「甦星」劇團
2016年「甦星」劇團正式成立，由更生人士和義工一同出演，透過劇場令更生人士得以發揮潛能及通過舞台向社會發聲。劇團不會告知觀眾哪些演員是更生人士，哪些演員是義工，藉此讓觀眾可以更專注於演員的舞台表現，而非演員過去的經歷和更生人士的標籤。
曾演出劇目：英雄本色、破繭天使和論盡我阿媽

### 「甦屋」計劃
2017年起，「甦屋」計劃以低於市值(或與綜援租金相約) 租金提供住屋單位給更生人士及有需要人士。「甦屋」計劃透過與業主和義務設計師合作，翻新改建單位。計劃發展至今，現提供3個單位，分別是提供8個男性單身宿位的油麻地單位，及提供2個單親母親家庭的新蒲崗單位。

### 社會房屋共享計劃
採用「跨代共居」概念，為24位3個年齡界別：老、中和青的獨居者提供過渡性住宿服務。對象包括邊緣青少年和精神復元人士等，冀解決獨居者的住屋需要，也消除他們沒法與家人同住的孤獨感。此乃第4間「甦屋」，位於士丹頓街唐樓其中6個單位，將於2020年1月展開服務。計劃與香港社會服務聯會合作，並獲得周大福慈善基金贊助支持。

## 外部連結
- 善導會正式網站（页面存档备份，存于）
- 明朗服務有限公司正式網站（页面存档备份，存于）
- 社會房屋共享計劃（页面存档备份，存于）